# Adaptive Server Enterprise

## Descrição
Adaptive Server Enterprise (ASE) é um sistema de gerenciamento de banco de dados relacional (SGBDR) da empresa Sybase que usa a tecnologia cliente/servidor e roda em sistemas Linux e Unix e em outros sistemas operacionais baseados em Windows NT, Windows 2000 e Mac OS. Além de ser um ou mais processos na máquina, o ASE controla o uso de todas as medidas necessárias de memória, acesso a disco, e as funções de rede. ASE evoluiu a partir de um programa originalmente chamado Sybase SQL Server, que foi lançado pela primeira vez na década de 1980. O Adaptive Server foi projetado para aplicações empresariais intensivas em transação para e-business. Embora ASE seja um programa proprietário, versões gratuitas estão disponíveis. 

## História
ASE começou sua vida em meados dos anos 80 como "Sybase SQL Server". Por alguns anos a Microsoft foi um distribuidor Sybase, revendendo o produto Sybase para OS/2 e mais tarde NT sob o nome "Microsoft SQL Server". 
Por volta de 1994, a Microsoft basicamente comprou uma cópia do código-fonte do Sybase SQL Server e, em seguida, criou outro SGBD. Como concorrentes, Sybase e Microsoft têm vindo a desenvolver os seus produtos de forma independente desde então. A Microsoft enfatizou principalmente a facilidade de uso e "Window-ising" o produto, enquanto Sybase tem-se centrado na maximização do desempenho e confiabilidade e serviços de catering para a grande final do mercado de OLTP.
Ao liberar versão 11.5 em 1997, a Sybase renomeado seu produto para "ASE" para melhor distinguir-se do "MS SQL Server". Por causa do fundo comum, ainda há muitas semelhanças nas versões atuais do ASE e MS SQL Server: é relativamente simples de aprender um, se você já conhece o outro (embora algumas pessoas preferem dizer que o MS SQL Server é um ASE rip- fora). Como um exemplo, tanto ASE e MS SQL Server tem uma implementação SQL chamado "Transact-SQL", que são muito semelhantes, mas não idênticas.
O Sybase SQL Server foi o primeiro SGBD cliente-servidor "verdadeiro" que também foi capaz de lidar com cargas de trabalho do mundo real. Em contraste, outros SGBDs têm sido programas monolíticos; por exemplo, o Oracle só disponibilizou a funcionalidade de cliente-servidor, em meados dos anos noventa. Além disso, a Sybase SQL Server foi o primeiro RDBMS comercialmente bem sucedidos de apoio stored procedures e triggers, e um otimizador de consulta baseado em custo.
A qualidade técnica da ASE sempre foi, e ainda é, reconhecida em toda a indústria de TI (ou seja, sem contar um lapso temporário de qualidade na versão notória 10 por volta de 1994). O nome "Sybase" é dito ter sido derivado das palavras 'sistema' e 'banco de dados'.